# La ruta del sol
La ruta del sol es un falso documental publicado en 2015 dirigido por Jhonny Sánchez Obando.

## Trama
Narra la historia de Juan Aguirre (Alexander Estrella) y Ferney Daza (Jhonny Sánchez Obando), dos grandes amigos quienes, cansados del sistema lo dejan todo para ir a acabar con sus vidas en un lugar denominado "El fin del mundo" en California.

## Protagonistas
- María Isabel Díaz (Juana Arco)
- Gledys Ibarra (Europa)
- Alexander Estrella (Juan Aguirre)
- Jhonny Sánchez Obando (Ferney Daza)
- Jesika Marcano (Megan)
- Lina Maya (Corina)
- Tamara Melian (Vizolka)
- Evelyn Jiménez (Fiama)
- Ángela Peñaherrera (Olivia Rojas)
- Luke Grande (Daniel Mar)
- Pedro Pablo Porras (Lorenzo)
- Marina Catalán (Amaya)
- Maga Uzo (Iñaki)
- Carlos Sanz (Bolívar)
- Megan Rossetti (La Magdalena)